# Hieracium schneiderianum
Hieracium schneiderianum — вид квіткових рослин з родини айстрових (Asteraceae). Вид зростає в Європі: Польща, Чехія; це багаторічна рослина помірних біомів.

## Середовище
Росте в заростях безсмертника, альпійських луках та чагарниках, а також на вирубках у карликових соснових насадженнях, в оліготрофних крайових частинах гірсько-лугових анклавів, часто зустрічається на узбіччях доріг. Полюбляє кислі ґрунти.

## Біоморфологічна характеристика
Багаторічна трав'яниста рослина з простим, зазвичай 15–30 см завдовжки, стеблом, яке часто має пурпурово-роздуте біля основи. Квітне в липні та серпні. Стебло з розсіяними, 1,5–3,0 мм завдовжки простими волосками, з поодинокими, у верхній частині з розсіяними ніжковими залозами та з розсіяними, у верхній частині численними зірчастими волосками. Листя ворсисте, особливо з нижнього боку на середній жилці та на черешку, з алозками по краю, наземна розетка листя під час цвітіння складається з 1–2 листків, але іноді листки вже сухі, черешкові, зовнішні з обернено-ланцетною до довгасто-обернено-ланцетною пластиною, заокругленою до тупо загостреної на верхівці, на відстані дрібнозубчасті, поступово збіжні в крилатий черешок, стеблові листки найчастіше в кількості 4–6, нижні черешкові, черешок злегка обіймає, середній злегка обіймає, верхні іноді нагадують середні стеблові листки. Квіткова голова зазвичай одна, рідко дві-три, обгортка довжиною 10–15 —мм, приквітки обгортки численні, з розсіяними простими волосками та розсіяними ніжковими залозами. Плід — сім'янка. 